# 三塊厝 (臺中市清水區)
三塊厝，是臺灣臺中市清水區的一個傳統地域名稱，位於該區北部。相較於今日行政區，其範圍大致包括頂湳里、菁埔里、國姓里。

## 歷史
台灣清治末期，三塊厝地區為一街庄，稱為「三塊厝庄」，隸屬於大肚上堡。該庄北隔大甲溪與六塊厝庄、內水尾庄為界，東與楊厝藔庄為鄰，南邊為田藔庄、四塊厝庄，西邊為高美庄。
1901年（日明治三十四年）11月，全台廢縣廳改設二十廳，該庄隸屬於臺中廳。1903年（明治三十六年）6月，該庄編入「三塊厝區」，仍隸屬於臺中廳。1909年（明治四十二年）10月，全台二十廳合併為十二廳，三塊厝區隸屬不變。1920年（大正九年），全台地方制度大改正，該庄改制為「三塊厝」大字，隸屬於臺中州大甲郡清水街，大字下有「三塊厝」、「菁埔」、「頂湳子」小字名。
戰後清水街改制為清水鎮，隸屬於臺中縣，大字亦改制為里。1950年10月，中、彰、投分治，清水鎮隸屬不變。2010年12月，隨著臺中縣、市合併為直轄臺中市，清水鎮改制為清水區。

## 聚落
本地區發展較早的聚落有客庄、水碓、菁埔、頂湳仔、三塊厝等，在日治期初期的官方地圖上已有記載。此外，本地區尚有大缺、山腳、溪頭、甲南、頂水碓、榕子腳、瓊子腳、三甲三、國姓等聚落。

## 交通
台鐵海線大致以北偏東—南偏西走向轉北北東—南南西走向經過三塊厝地區中部偏東地帶，境內設有台中港車站，屬二等站，僅停靠區間車。由此可前往台鐵沿線各站。
國道3號又稱「福爾摩沙高速公路」，是貫穿台灣西部的兩條縱向高速公路之一，大致以北北東—南南西走向轉東北—西南走向再轉縱向蜿蜒經過本地區東北部，並在與國道4號交會處設有中港系統交流道。境內未設一般交流道，北側最近的是市道132號交會處的大甲交流道，南側最近的是省道台10線交會處的沙鹿交流道。由此等可快速前往台灣西部各地。
國道4號是清水至豐原的東西向高速公路，其西側端點位於本地區中部偏西的省道台17線路口。由此向東北東經國道3號中港系統交流道後轉東南東出境，可前往神岡、豐原並止於省道台3線路口。
省道台1線（中山路、中華北路、中山路）又稱「縱貫公路」，是台北至屏東楓港的台灣西部傳統平面幹道，大致以北偏東—南偏西走向由本地區北部邊界入境後，轉東北—西南走向再轉北偏東—南偏西走向經過國道4號橋下、省道台17線起點路口後轉北北東—南南西走向並於本地區南部邊界出境。由該道路向北偏東可前往大甲、苑裡、通霄、後龍等地，向南南西可前往清水市區、梧棲、龍井、大肚等地。
省道台17線（臨港路七段）又稱「西部濱海公路」，是臺中市清水區甲南至屏東縣枋寮鄉水底寮的幹道，其北側端點位於本地區中部的省道台1線路口。由此向西至國道4號西側端點路口轉西南西出境後，可前往梧棲、龍井、伸港、線西等地。
區道中48線（護岸路）是高北至甲南的道路，也是大甲溪下游南岸堤防下的道路，其西側端點位於本地區北部省道台1線路口。由此向西北西轉西南西再轉西北直行出境後，轉西北西可前往高美地區北部，經省道台61線高架橋下止於王厝聚落北側的區道中49線路口。
區道中49線（高美路）是高北至清水的道路，大致以西偏北—東偏南走向轉西北—東南走向再轉北偏西—南偏東走向經過本地區西南部凸出部分的西南側邊界地帶。由該道路向西偏北可經四塊厝轉北前往高美地區西北部王厝聚落北側並止於區道中48線路口，向南偏東可前往田寮並止於省道台10乙線路口。
區道中50線（高美路、三美路、溪頭路）是魚寮至甲南的道路，其東側端點位於本地區中部偏北舊省道台17線（甲南路）路口。由此向北北西經國道4號高架橋下、省道台1線高架橋下後，轉西再轉北北西再轉西北出境後，轉西可前往高美並止於該地西部魚寮聚落高美燈塔南側路口。
區道中51線（三美路）是高東至三塊厝的道路，其南側端點位於本地區西南部凸出部分的南側邊界地帶區道中49線路口。由此向北北東轉北北西經省道台17線路口後出境，可前往高美地區中部偏東南頂牛埔聚落東南側的區道中50線路口。
區道中59線（中央北路、高美路）是菁埔至海埔子的道路，其北側端點位於本地區南部省道台1線路口。由此向西北西轉西再轉西南經區道中51線路口後，至區道中49線路口轉西偏北與其共線後出境，經四塊厝轉南獨行後可前往秀水、秀水與大槺榔交界地帶、大槺榔與社口交界地帶、南簡、大庄、鴨母寮、三塊厝、福頭崙東南部的田尾厝並止於區道中62線路口。

## 學校
- 清泉國中
- 甲南國小

## 文化資產
- 清水黃家瀞園（市定古蹟）

## 廟宇
- 玉聖寺（齊天大聖廟）